# Uarini
Uarini là một đô thị thuộc bang Amazonas, Brasil. Đô thị này có diện tích 10246,22 km², dân số năm 2007 là 8031 người, mật độ 0,78 người/km².